# به‌توپ بستن مجلس
به‌توپ بستن مجلس، توپ‌بندی مجلس و یا یوم‌التوپ که از آن به نوعی «ضرب حکومت» و «واقعه ارتجاعیه» نیز تعبیر شده، اشاره شده و به مجموعه رویدادهایی در روز سه‌شنبه ۲ تیر ۱۲۸۷ برابر ۲۳ جمادی‌الاول ۱۳۲۶ ق. و ۲۳ ژوئن ۱۹۰۸ م. دارد که نهایتاً با شلیک توپ به ساختمان مجلس شورای ملی به دستور  محمدعلی‌شاه قاجار و توسط نیروهای بریگاد قزاق روسی به فرماندهی کلنل ولادیمیر لیاخوف، کشته شدن میرزا ابراهیم تبریزی و دستگیری سران جنبش مشروطه که به پایان رسید.

## چگونگی رویداد
در ساعت ۶ صبح ۲ تیر ۱۲۸۷، ۲۰ نفر از افراد بریگاد قزاق برای دستگیری سران جنبش مشروطه فرستاده‌شدند، اما با مقاومت و شلیک از سوی مسجد سپهسالار (در نزدیکی ساختمان مجلس) مواجه شدند. دستور تیراندازی را آیت الله سید عبدالله بهبهانی صادر کرده بود. در آن سو، نیروهای قزاق که اجازه تیراندازی نداشتند، تیر هوایی و تیر مشقی شلیک می‌کردند و مسجد و مجلس را محاصره کردند. چندی بعد نیروی کمکی بریگاد به همراه افسران روسی خود وارد عمل شدند. با تیراندازی‌های مشروطه‌خواهان، عدّه‌ای از قزاق‌ها کشته می‌شوند. پس از شلیک توپ باروتی بدون گلوله توسط قزاق ها، تیراندازی اعضای انجمن‌ها، به‌طور مشخص اعضای انجمن آذربایجان و انجمن مظفری شدت می‌گیرد و پرتاب بمب توسط آن‌ها، تعدادی دیگر از افراد قزاق را می‌کشد که منجر به درگیری شدیدی می‌شود.
قزاق‌ها با دریافت حکم تیر، به خانه ظل‌السلطان که مَقَر اصلی انجمن آذربایجان بود حمله می‌برند و نیروهای آن‌ها را فراری می‌دهند. به سرعت شرایط به نفع قزاق‌ها تغییر می‌کند و مسجد سپهسالار نیز به تصرف آن‌ها درمی‌آید. پس از فرار مشروطه‌خواهان به ساختمان مجلس، قزاق‌ها ساختمان مجلس را به توپ می‌بندند و مشروطه‌خواهان را شکست می‌دهند.

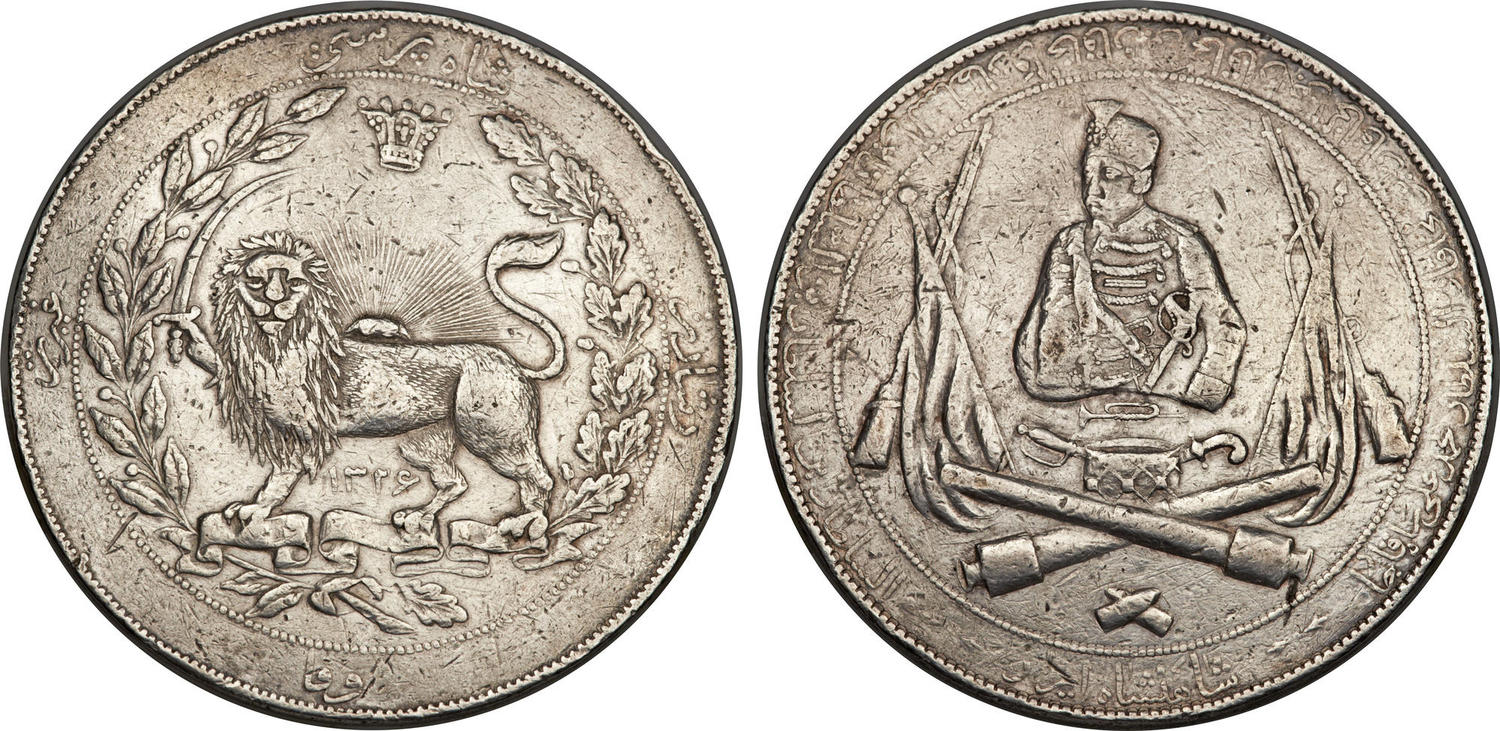
نشان توپخانه محمدعلی شاه؛ ۱۳۲۶ هـ ق

## فرار رئیس مجلس بهاروپا
در هنگام محاصره مجلس توسط قزاق ها، ریاست مجلس بر عهده ممتازالدوله بود. او با مشاهده محاصره مجلس، درصدد برآمد به صورت تلفنی مراتب اعتراض خود را به محمدعلی شاه اعلام نماید که در همین هنگام، گلوله توپ به تلفنخانه مجلس اصابت و قسمتی از آن را تخریب نمود. پس از این واقعه وی نخست به روسیه و با دریافت پناهندگی فرانسه با کمک برادرش ممتازالسلطنه که وزیر مختار ایران در فرانسه بود به اروپا گریخت. ممتازالدوله در لندن تحت عنوان «رئیس متواری مجلس» با مطبوعات اروپا مصاحبه و به توضیح وقایع بمباران مجلس پرداخت. وی پس از برکناری محمدعلی شاه به تهران بازگشت و یک سال و چهار ماه بعد از واقعه بمباران مجلس، پس از شرکت در انتخابات، با عنوان نماینده تبریز به مجلس راه یافت و برای مدت کوتاهی دوباره رئیس مجلس شد.

## نقش بهبهانی و طباطبایی
مهدی ملک‌زاده از شاهدان عینی وقایع آن روز، می‌نویسد:
در وهلهٔ اول حمله و هجوم قوای دولتی به مجلس در مقابل یک مقاومت دلیرانهٔ مجاهدین راه آزادی در هم شکست و قشون مهاجم رو به فرار گذارد و قسمتی از میدان مجلس آزاد شد و در نتیجهٔ کشته شدن توپچی‌هایی که توپ‌های آن‌ها در صف مقدم بود، چند اراده توپ بدون محافظ در جلوخان مجلس باقی ماند. مجاهدین که از این پیشرفت خود تشجیع شده بودند، برای به غنیمت گرفتن توپ‌ها درب مجلس را باز کردند و چند نفر به سرکردگی مرحوم اسدالله خان جهانگیر، عمه‌زاده مرحوم میرزا جهانگیر خان (صور اسرافیل) در میان گلولهٔ توپ و تفنگ، خود را به توپ‌ها رسانیده و آن‌ها را در تصرف در آورده، به طرف مجلس کشیدند. ولی غفلتاً شلیک شدیدی از طرف قشون دولتی شد و اسدلله خان شهید گردید و چند نفر مجروح شدند... 
لیاخوف فرمانده کّل که از عقب‌نشینی قشون دولتی پریشان شده بود، فوراً حکم کرد که صاحب‌منصبان روسی فرماندهی قسمت‌های مختلف را در دست بگیرند و امر نمود بلادرنگ حملهٔ عمومی شروع شود.
با کمال تأسف در همان موقع که مجاهدین در نتیجهٔ پیشرفت مختصری که کرده بودند تشجیع شده و حرارتی در آن‌ها پیدا شده بود، آقایان بهبهانی و سایر علما که در مجلس بودند، عده‌ای را به آن سنگرها فرستادند و مجاهدین را قسم می‌دادند که برادرکشی نکنند و دست از جنگ بکشند. حتا از طرف مرحوم بهبهانی به آن‌ها پیغام داده شده بود که من فوراً با هر خطری هست به باغ شاه می روم و به جنگ و خون‌ریزی خاتمه می‌دهم.
عده‌ای از مجاهدین با حال تأسف سنگرها را ترک کردند و گریه‌کنان تفنگ‌های خود را دور انداخته، از درب عقب مجلس بیرون رفتند. عدهٔ دیگر گوش نداده، مردانه تا آخرین ساعت جنگ کردند و در راه وطن شهید شدند. آقایان طباطبایی و بهبهانی در هم موقع ای که آتش جنگ در کمال شدت شعله‌ور بود، به گزاردن نماز وحشت پرداختند و به جای اینکه مجاهدین را تشویق به پایداری و دفاع از مشروطیت نمایند، برای اینکه خون‌ریزی نشود، آن‌ها را مجبور به ترک جنگ و پایین آمدن از سنگرها کردند... در اینجا ناگفته نماند از صد و بیست انجمن که به نام طرفداری از مشروطیت در تهران منعقد می‌شد، فقط انجمن آذربایجان و انجمن مظفری در جنگ شرکت کردند و اکثر افراد آن دو انجمن جان خود را در راه آزادی فدا کردند...

## پسایند

### مشروطه‌خواهان

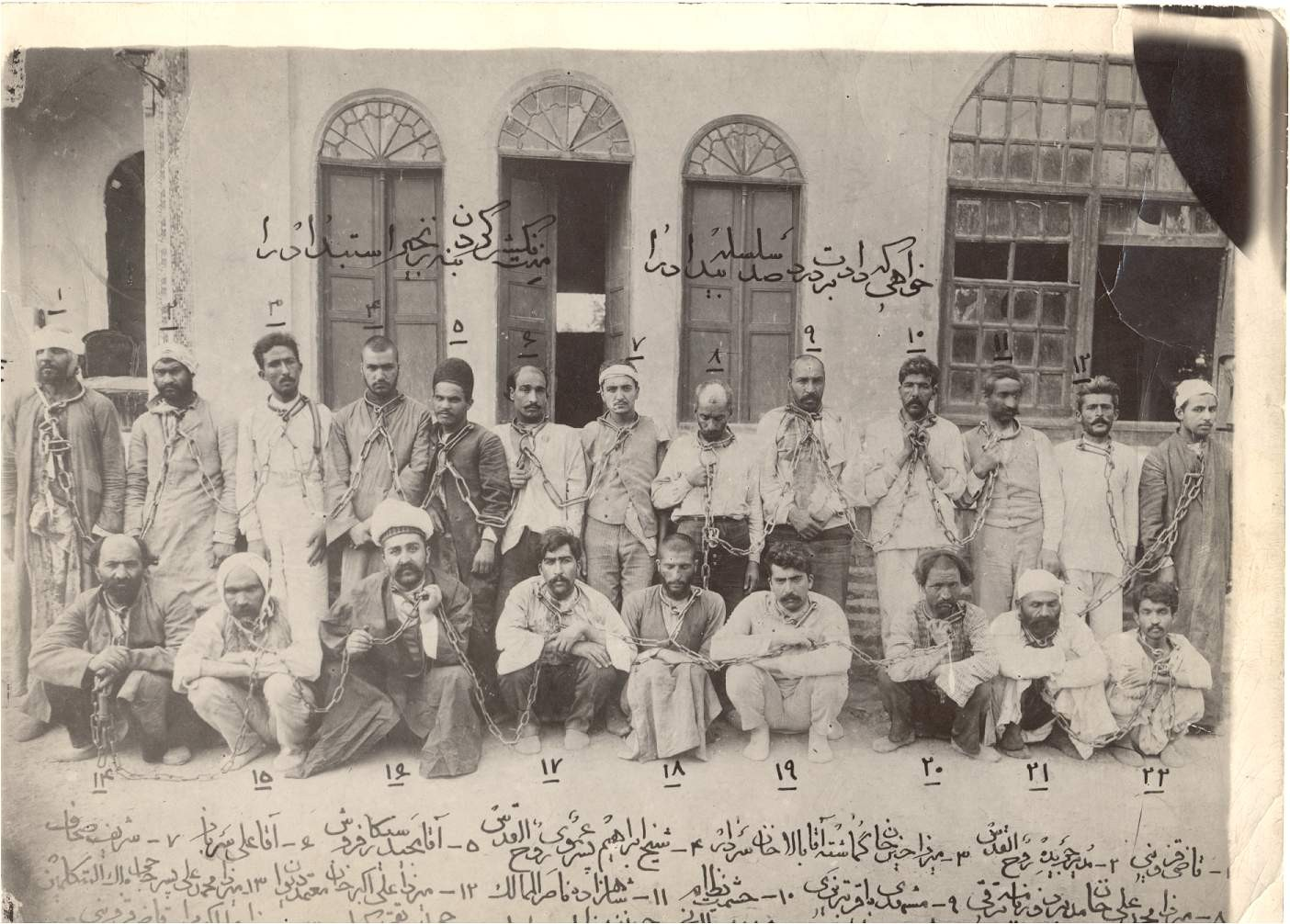
شماری از مشروطه‌خواهان دستگیرشده در باغ شاه با غل‌وزنجیر بر دستان و گردن‌ها

پس از شکست، عده‌ای از مشروطه‌خواهان به پارک امین‌الدوله در شمال میدان بهارستان فرار می‌کنند اما با لو رفتنشان، ۳۹ نفر از آنان دستگیر شده و به باغ شاه منتقل می‌شوند که ۴ نفر از آنان اعدام می‌شوند.
در زیر فهرست بعضی از مشروطه‌خواهان حاضر در این واقعه و سرنوشت آنان پس از این آمده‌است:
- میرزا ابراهیم تبریزی، نماینده مجلس (در درگیری‌ها توسط قزاق‌ها کشته شد)[۲]
- سید عبدالله بهبهانی، مجتهد و از سران جنبش (دستگیری و تبعید به عراق)[۱]
- سید محمد طباطبائی، مجتهد و از سران جنبش (دستگیری و پس از سه روز در ونک نشست و سپس به خراسان رفت)[۹]
- ابوالحسن پیرنیا، نماینده مجلس (به اروپا رفت)[۱۰]
- محمدتقی بنکدار، نماینده مجلس و بازاری (پس از فرار دستگیر شد)[۱۱]
- شیخ احمد روح‌القدس، روزنامه‌نگار (دستگیر و اعدام شد)[۱۲]
- میرزا نصرالله ملک‌المتکلمین، نماینده مجلس (دستگیر و اعدام شد)[۵]
- جهانگیرخان صور اسرافیل، نماینده مجلس (دستگیر و اعدام شد)[۵]
- میرزا صادق‌خان مستشارالدوله، نماینده مجلس (دستگیر شد و پس از آزادی منشی محمدعلی‌شاه شد)
- سید جمال‌الدین واعظ اصفهانی، نماینده مجلس (پس از فرار به بروجرد به قتل رسید)[۵]
- میرزا اسماعیل‌خان ممتازالدوله، رئیس مجلس (دریافت پناهندگی سیاسی از فرانسه)
- ابراهیم حکیمی، نماینده مجلس (پناهندگی به سفارت فرانسه)[۱۳]
- میرزا محمدعلی‌خان طهرانی، روزنامه‌نگار (دستگیر شد)[۱۲]
- حسینقلی‌خان نواب، نماینده مجلس (در میان درگیری به خانه‌اش در قلهک گریخت)[۱۴]
- محمدناصر صفا، نقاش (دستگیر شد)
- سیدعبدالرحیم خلخالی، روزنامه‌نگار (پناهندگی به سفارت بریتانیا در تهران)[۱۵]
- علی‌اکبر دهخدا، روزنامه‌نگار (پناهندگی به سفارت بریتانیا در تهران)
- یحیی میرزا اسکندری، شاه‌زاده مشروطه‌خواه (از جراحت در جریان توپ‌بندی درگذشت)[۱۶]
- قاسم‌خان صور اسرافیل، روزنامه‌نگار (به اروپا رفت)
- سیدحسن تقی‌زاده، نماینده مجلس (پناهندگی به سفارت بریتانیا در تهران)[۱۷]